# Iliya Valov
Iliya Valov (Knezha, 29 de dezembro de 1961 – Vratsa, 13 de julho de 2024) foi um futebolista profissional e treinador búlgaro, que atuou como goleiro.

## Carreira
Valov jogou 46 partidas pelo CSKA Sofia de 1988 a 1990, com o qual conquistou dois campeonatos nacionais (1989, 1990), uma Copa da Bulgária (1989), duas Taças do Exército Soviético (1989, 1990) e uma Supercopa (1989). Fez parte do elenco da Seleção Búlgara na Copa do Mundo de 1986.

## Morte
Valov morreu em 13 de julho de 2024, aos 62 anos, em um hospital em Vratsa.